# Møbeldesign
Møbeldesign er en betegnelse for det formgivende arbejde, der udføres af en designer eller arkitekt inden for møbelkunst. Danmark er kendt for sit møbeldesign gennem en lang række af internationalt kendte kunstnere, såsom Børge Mogensen og Hans Wegner.
Yderligere er design blevet et nyt indhold i skolernes sløjdundervisning. Fra 2007 tilbyder de danske seminarier et nyt fag, materiel design, som omfatter elementer fra faget design og fra de tidligere fag sløjd og håndarbejde og til dels formning/billedkunst. Fra 2014 er faget håndværk og design nyt i folkeskolen.
En tilsvarende udvikling som i Danmark ser vi i Tyskland: Sløjd = Werkunterricht er på vej mod materiel design = Designpädagogik – og der er tale om formålsbestemt, pædagogisk tilrettelagt værkstedsundervisning, der adskiller sig fra husflid = Basteln.

## Kendte danske møbeldesignere
- Børge Mogensen
- Hans Wegner
- Arne Jacobsen
- Kaare Klint
- Kai Kristiansen